# William Coley
William Bradley Coley (12 de janeiro de 1862 - 16 de abril de 1936) foi um cirurgião ósseo americano e pesquisador de câncer mais conhecido por suas colaborações iniciais ao estudo da imunoterapia do câncer. Apesar de seu trabalho não tenha se mostrado eficaz em sua vida, as descobertas e pesquisas modernas em imunologia levaram a uma maior apreciação por seu trabalho em imunoterapia contra o câncer e sua terapia direcionada, as toxinas de Coley. Hoje, Coley é reconhecido como o Pai da Imunoterapia do Câncer por suas contribuições para a ciência.